# Joachim Meisner

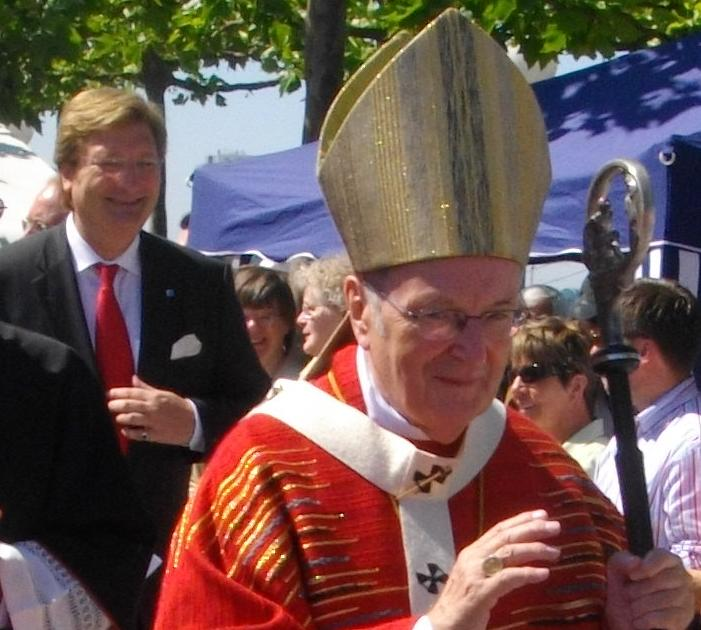
Joachim kardinál Meisner

Znak kardinála Meisnera

Joachim kardinál Meisner (25. prosince 1933, Vratislav-Leśnica – 5. července 2017, Bad Füssing) byl německý římskokatolický kněz a emeritní arcibiskup v Kolíně nad Rýnem.

## Mládí a studium
Vyrůstal se třemi bratry v silně katolickém prostředí v tehdy německé Vratislavi. Po odsunu Němců z Polska v roce 1945 a smrti otce v témže roce se jeho rodina usadila v durynské obci Körner. Meisner se vyučil bankovním úředníkem a v roce 1951 vstoupil do magdeburského kněžského semináře, v němž dodatečně složil maturitní zkoušku. V letech 1959 až 1962 studoval filosofii a teologii v Erfurtu, kde byl také 8. dubna 1962 vysvěcen na jáhna a 22. prosince 1962 na kněze. Následně působil jako farní vikář v lázeňském městě Heilbad Heiligenstadt a poté v Erfurtu. V roce 1969 získal doktorát teologie na Papežské univerzitě Gregoriana v Římě. V roce 2015 se pak stal jedním z laureátů Ceny ÚSTR za svobodu, demokracii a lidská práva.

## Biskup v Erfurtu a Berlíně
Dne 17. března 1975 byl Meisner jmenován pomocným biskupem erfurtsko-meiningenským a titulárním biskupem vinským. Biskupské svěcení přijal 17. května téhož roku z rukou Huga Aufderbecka, tehdejšího apoštolského administrátora erfurtsko-meiningenské diecéze. Dne 22. dubna 1980 jej papež Jan Pavel II., s nímž se osobně znal již řadu let, jmenoval biskupem berlínským. Do úřadu byl uveden 17. května téhož roku. Berlínské biskupství se svou východní a západní částí diecéze patřilo v době rozděleného Německa z hlediska církevní politiky k nejobtížnějším biskupským úřadům.
V letech 1982–1989 předsedal Berlínské biskupské konferenci (pro území tehdejší Německé demokratické republiky). V konzistoři 2. února 1983 byl jmenován kardinálem.

## Arcibiskup kolínský
Po smrti kolínského arcibiskupa Josepha kardinála Höffnera v roce 1987 byl Meisner jmenován 20. prosince 1988 jeho nástupcem; do úřadu byl uveden 12. února 1989. Jeho biskupské heslo znělo Spes nostra firma (2Kor 1, 7; česky Máme pevnou naději).
V listopadu 2011 se jako zvláštní papežský legát zúčastnil oslav 800. výročí narození sv. Anežky České v Praze. Dne 28. února 2014 byla přijata jeho rezignace.
Kardinál Meisner zemřel 5. července 2017 během léčebného pobytu v bavorských lázních Bad Füssing.